# زرشک برگ‌جعبه‌ای
زرشک برگ‌جعبه‌ای (نام علمی: Berberis microphylla) نام یک گونه از سرده زرشک است.